# Ліхтенштейн на літніх Олімпійських іграх 1996
Ліхтенштейн брав участь у Літніх Олімпійських іграх 1996 року в Атланті (США), але не завоював жодної медалі. Князівство представляли 2 спортсменки у змаганнях з легкої атлетики та дзюдо.

## Результати змагань

### Атлетика
Жінки
| Спортсмен       | Змагання    | Біг на 100 м | Біг на 100 м | Стрибок у висоту | Стрибок у висоту | Штовхання ядра | Штовхання ядра | Біг на 200 м | Біг на 200 м | Стрибок у довжину | Стрибок у довжину | Метання списа | Метання списа | Біг на 800 м | Біг на 800 м | Результат     | Результат     |
| Спортсмен       | Змагання    | Час          | Місце        | Результат        | Місце            | Результат      | Місце          | Час          | Місце        | Результат         | Місце             | Результат     | Місце         | Час          | Місце        | Місце         | Позиція       |
| --------------- | ----------- | ------------ | ------------ | ---------------- | ---------------- | -------------- | -------------- | ------------ | ------------ | ----------------- | ----------------- | ------------- | ------------- | ------------ | ------------ | ------------- | ------------- |
| Мануела Марксер | Семиборство | 13,90        | 993          | 162 cm           | 759              | 13,46 m        | 758            | 25,05        | 882          | не пройшла        | не пройшла        | не пройшла    | не пройшла    | не пройшла   | не пройшла   | не фінішувала | не фінішувала |

### Дзюдо
Жінки
| Спортсмен    | Змагання          | Кваліфікація           | Коло               | Чвертьфінали       | Півфінали          | Втішний перший раунд | Втішний чвертьфінал | Втішний півфінал   | За 3 місце         | Фінал              | Місце |
| Спортсмен    | Змагання          | Суперник Результат     | Суперник Результат | Суперник Результат | Суперник Результат | Суперник Результат   | Суперник Результат  | Суперник Результат | Суперник Результат | Суперник Результат | Місце |
| ------------ | ----------------- | ---------------------- | ------------------ | ------------------ | ------------------ | -------------------- | ------------------- | ------------------ | ------------------ | ------------------ | ----- |
| Бріджіт Блум | Напівсередня вага | Ізраїль Яель Арад пор. | не пройшла         | не пройшла         | не пройшла         |                      |                     |                    |                    |                    | 20.   |